# Dan Nimmer

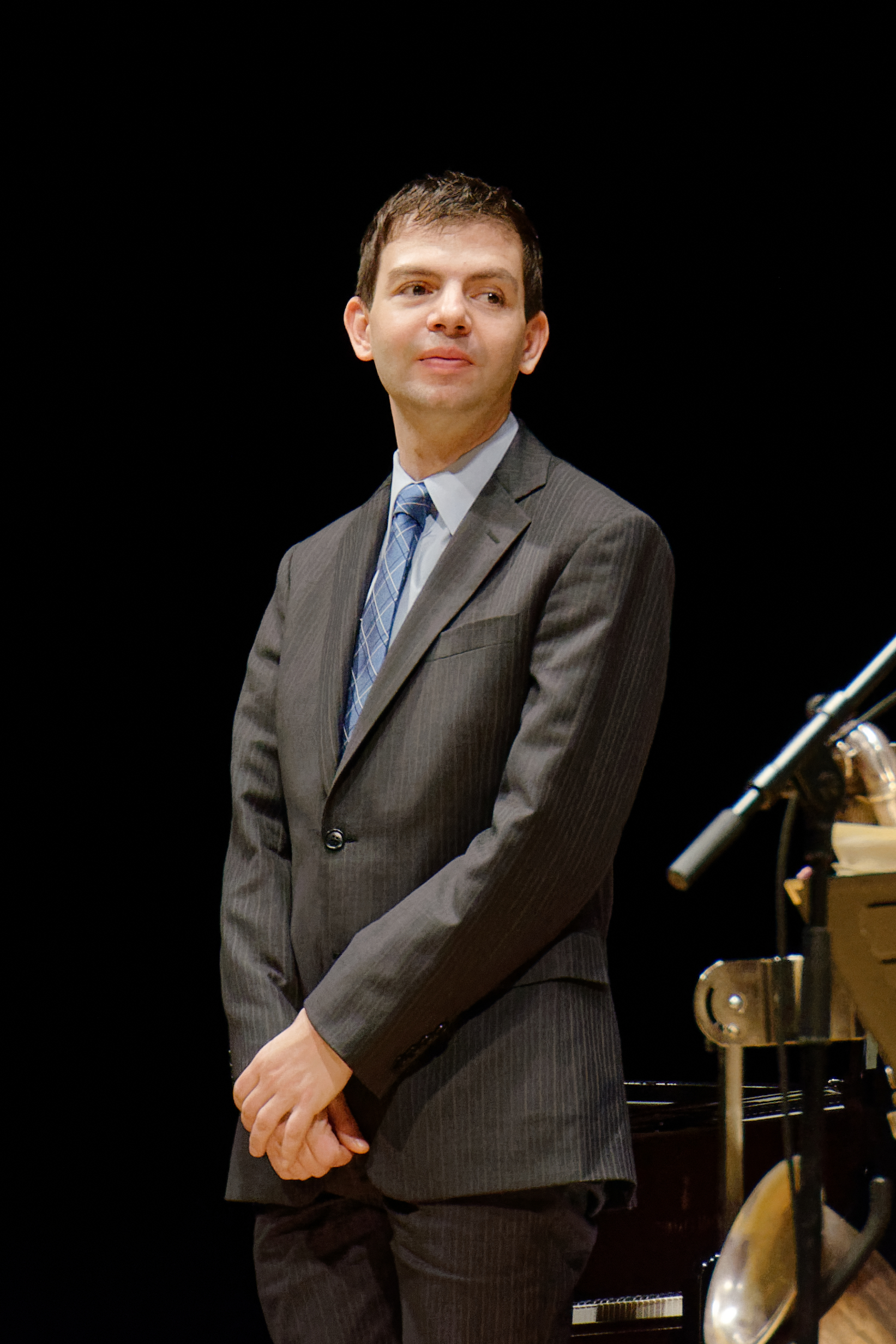
Dan Nimmer bei einem Auftritt mit dem Jazz at Lincoln Center Orchestra in Lyon 2016

Dan Nimmer (* 11. Juni 1982 in Milwaukee, Wisconsin) ist ein US-amerikanischer Jazzmusiker (Piano, Komposition) des Modern Jazz.

## Leben und Wirken
Nimmer begann autodidaktisch Piano zu spielen, nachdem seine Familie ihm ein Instrument gekauft hatte. Er erhielt dann eine klassische Ausbildung und besuchte mit 15 Jahren das Milwaukee Conservatory of Music, wo er Jazz studierte. Mit seinen Eltern besuchte er zudem lokale Jazzclubs, wo er auch zahlreiche Musiker kennenlernte. Sein Mentor wurde der Saxophonist Berkley Fudge. Nach dem Highschool-Abschluss studierte er Musik an der Northern Illinois University; daneben spielte er in Chicagoer Clubs. Bald gehörte er der Band von Fareed Haque an, mit der er auf Tournee ging. Erste Aufnahmen entstanden 2002 mit dem Sam Burckhardt Trio. Anfang 2004 zog er nach New York City; dort begann er im folgenden Jahr, bei Wynton Marsalis und dem Jazz at Lincoln Center Orchestra zu arbeiten.
Daneben spielte Nimmer u. a. mit Curtis Fuller, Benny Golson, Larry Ridley, Ed Thigpen, Frank Wess, Clark Terry, Kenny Washington, Paquito D’Rivera, Joe Chambers, Wess Anderson, Kurt Elling, Eric Alexander, Carl Allen, Lyle Lovett, Wynonna Judd, Tom Jones, James Moody, Kathleen Battle und den Blind Boys of Alabama. Außerdem legte er eine Reihe von Alben in Triobesetzung unter eigenem Namen vor. Im Bereich des Jazz war er laut Tom Lord zwischen 2002 und 2019 an 46 Aufnahmesessions beteiligt, außer den Genannten mit Kengo Nakamura, Whitney Marchelle, Joe Temperley, Marcus Printup, Ted Nash, Adrian Cunningham und Elliot Mason.

## Diskographische Hinweise
- Tea for Two (Venus, 2005), mit David Wong, Peter Van Nostrand
- Kelly Blue – Tribute to Wynton Kelly (Venus, 2006), mit John Webber, Jimmy Cobb
- Yours Is My Heart Alone (Venus, 2007), mit Peter Washington, Lewis Nash
- Modern Day Blues (Venus, 2009), mit David Wong, Peter Van Nostrand
- All the Things You Are (Venus, 2012), mit David Wong, Peter Van Nostrand